# Deichhummel
Die Deichhummel (Bombus distinguendus) ist eine Art der Hummeln (Bombus).

## Verbreitung
Das Verbreitungsgebiet der Deichhummel erstreckt sich von Irland, Schottlands Westküste und Nordskandinavien nach Südosten bis zu den Alpen und weiter nach Osten bis in die westliche Mongolei. In Deutschland gilt sie als stark gefährdet. Die Bestände in den Niederlanden und in England gelten mittlerweile als verschwunden.

## Kennzeichen
Die Deichhummel ist relativ groß und besitzt einen langen Rüssel. Der Oberteil ist orangebraun mit einem schwarzen Band bei den Flügelansätzen. Die Unterseite ist meist weiß.

## Lebensweise
Diese Hummel ist an offene Kulturlandschaften gebunden und besucht meist Pflanzen wie Wiesen-Klee, Mittlerer Klee, Echter Wundklee, Wicken, Strand-Platterbse, Lupinen, Echter Beinwell, Gewöhnlicher Natternkopf und Disteln. Das Nest liegt meist unterirdisch, kann aber auch in einem Grasballen oder in verlassenen Bauen von Mäusen und Wühlmäusen liegen.

## Gefährdung
Diese Art wird stark beeinflusst durch Waldrodungen und Dränage sowie durch das verstärkte Vorkommen von Büschen. Auch der Rückgang von Hülsenfrüchten und die Tatsache, dass die Felder heute oft vor der Blüte des Wiesen-Klees abgeerntet werden, wirken sich negativ aus.
Die Deichhummel ist in Großbritannien populär und zum Flaggschiff der britischen Hummelschützer geworden, da sie die wohl bedrohteste Art ist. 2011 konnten aber in Schottland seit langem wieder Exemplare beobachtet werden, noch dazu bei der Paarung. Die Anlage einer besonders geschützten Rotklee-Wiese mit einer bestimmten Bewirtschaftungsform hatte zu dem Erfolg geführt.